# Critomolgus ptilosarci
Critomolgus ptilosarci är en kräftdjursart som först beskrevs av Humes och Jan Hendrik Stock 1973.  Critomolgus ptilosarci ingår i släktet Critomolgus och familjen Rhynchomolgidae. Inga underarter finns listade i Catalogue of Life.